# Stomosis innominata
Stomosis innominata is een vliegensoort uit de familie van de Milichiidae. De wetenschappelijke naam van de soort is voor het eerst geldig gepubliceerd in 1896 door Williston.